# EUC Syd
EUC Syd, med hovedkontor i Sønderborg, har erhvervsuddannelser, akademiuddannelser, HTX (teknisk gymnasium), IB (International Baccalaureate) samt efteruddannelser og AMU-kurser.
Der er afdelinger i Aabenraa, Haderslev, Tønder og Sønderborg.

## Erhvervsuddannelse
På EUC Syd tilbydes følgende erhvervsuddannelser:
| AabenraaStegholt | AabenraaLundsbjerg                                                                                | SønderborgHilmar Finsens Gade | HaderslevChr. Kolds Vej                                                                    | TønderPlantagevej                                                                                            |
| GF1 - fagretninger - Byggeri - Mad & service - EUX | GF1 - fagretninger - Byggeri - Mekanik og logistik                                                | GF1 - fagretninger - Byggeri - IT & strøm - Mad & service - Industriel produktion - EUX | GF1 - fagretninger - Byggeri & strøm - Mad - Industriel produktion                         | GF1 - fagretninger - Mad - Industriel produktion                                                             |
| EUX - Bygningsmaler - Elektriker (gymnasiefagene) - Murer - Personvognsmekaniker - Snedker - Tømrer - VVS-energiuddannelsen                                                  |                                                                                                   | EUX - Automatiktekniker - Datatekniker - Elektronikfagtekniker - Industritekniker - Værktøjsuddannelsen (til og med GF2) |                                                                                            | |
| GF2 - Byggemontagetekniker - Bygningsmaler - Ernæringsassistent - Frisør - Gastronom - Murer - Snedker - Tandklinikassistent - Teknisk designer - Træfagenes byggeuddannelse | GF2 - Vejgodstransport - Personbefordring - Personvognsmekaniker - Lager og terminal - Vvs energi | GF2 - Automatik og proces - Beklædningshåndværker - CNC-tekniker - Data og kommunikation - Elektriker - Elektronik og svagstrøm - Ernæringsassistent - Gastronom - Industritekniker - Træfagenes byggeuddannelse - Værktøjsuddannelsen | GF2 - Automatik og proces - Elektriker - Gastronom - Struktør - Træfagenes byggeuddannelse | GF2 - Bager og konditor - Elektriker - Gastronom - Industrioperatør - Lokomotivfører - Skorstensfejer - Smed |

## Højere Teknisk Gymnasium
På EUC Syd kan man tage en HTX i de fire byer: Aabenraa, Sønderborg, Haderslev og Sønderborg.
Følgende studieretninger tilbydes:
| AabenraaStegholt | SønderborgHilmar Finsens Gade | HaderslevChr. Kolds Vej                                                                                              | TønderPlantagevej                                                               |
| - Science (Fysik A og matematik A) - BioScience (Bioteknologi A og matematik A) - Teknologi A og design B - Kommunikation A og design B - Kommunikation A og tysk B | - Science (Fysik A og matematik A) - BioScience (Bioteknologi A og matematik A) - Teknologi A og design B - Kommunikation A og tysk B - Kommunikation A og design B | - Science (Fysik A og matematik A) - BioScience (Bioteknologi A og matematik A) - Kommunikation A og programmering B | - BioScience (Bioteknologi A og matematik A) - Kommunikation A og samfundsfag B |

På HTX er følgende fag obligatoriske uanset studieretning:
- Biologi på C-niveau
- Dansk på A-niveau
- Engelsk på B-niveau
- Fysik på B-niveau
- Idéhistorie på B-niveau
- Kemi på B-niveau
- Kommunikation/it eller informatik på C-niveau
- Matematik på B-niveau
- Samfundsfag på C-niveau
- Teknikfag på A-niveau
- Teknologi på B-niveau

## International Baccalaureate
I Sønderborg på EUC Syd kan man tage et IB Diploma. Man kan tage Pre-IB og IB.

## Efteruddannelse
Følgende efteruddannelser tilbydes på EUC Syd:
| AabenraaStegholt                                     | AabenraaLundsbjerg                                     | SønderborgHilmar Finsens Gade | HaderslevChr. Kolds Vej     | TønderPlantagevej                                                 |
| - Lean og medarbejderudvikling - Tandklinikassistent | - Bygge og anlæg - VVS - Lager og logistik - Transport | - Automatik og robot - Bygge og anlæg – maler - Cad/cam og maskinbearbejdning - Data - Elektronik - Lean og medarbejderudvikling - Svejsning | - Bygge og anlæg – struktør | - Energiteknik og energioptimering - Skorstensfejer - Svejserobot |